# 631 (tal)
631 är det naturliga heltal som följer 630 och följs av 632.

## Matematiska egenskaper
- 631 är ett udda tal.
- 631 är ett primtal[1].
- 631 är ett defekt tal.
- 631 är ett lyckotal.
- 631 är ett Centrerat triangeltal.
- 631 är ett Centrerat hexagontal.

## Inom vetenskapen
- 631 Philippina, en asteroid.